# Odmy
Odmy (deutsch ebenfalls Odmy) ist ein kleines Dorf in der polnischen Woiwodschaft Ermland-Masuren. Es gehört zur Gmina Dąbrówno (Landgemeinde Gilgenburg) im Powiat Ostródzki (Kreis Osterode in Ostpreußen).

## Geographische Lage
Odmy liegt im Südwesten der Woiwodschaft Ermland-Masuren, 29 Kilometer südlich der Kreisstadt Ostróda (deutsch Osterode in Ostpreußen).

## Geschichte
Das Dorf Odmy wurde von mehreren kleinen Gehöften gebildet. Es war ein Wohnplatz innerhalb des Gutsbezirks Elgenau (polnisch Elgnowo) im Kreis Osterode in Ostpreußen. Am 30. September 1928 wurde es in die gleichnamige Landgemeinde übernommen.
In Kriegsfolge musste 1945 auch Odmy mit dem gesamten südlichen Ostpreußen an Polen überstellt werden. Odmy behielt seinen (deutschen) Namen und ist heute eine Ortschaft innerhalb der Gmina Dąbrówno (Landgemeinde Gilgenburg) im Powiat Ostródzki (Kreis Osterode in Ostpreußen), bis 1998 der Woiwodschaft Olsztyn, seither der Woiwodschaft Ermland-Masuren zugehörig.

## Kirche
Evangelischerseits war Odmy bis 1945 in die Kirche Marwalde (polnisch Marwałd) in der Kirchenprovinz Ostpreußen der Kirche der Altpreußischen Union eingegliedert und gehört heute zur Kirche in Gardyny ((Groß) Gardienen), einer Filialkirche der Heilig-Kreuz-Kirche Nidzica (Neidenburg) in der Diözese Masuren der Evangelisch-Augsburgischen Kirche in Polen.
Seitens der römisch-katholischen Kirche gehörte Odmy vor 1945 zur Pfarrei Gilgenburg, der das Dorf auch heute noch als der nun Parafia Dąbrówno genannten Pfarrei im Erzbistum Ermland angehört.

## Verkehr
Odmy liegt abseits vom Verkehrsbetrieb und ist über jeweils einen Landweg von Elgnowo (Elgenau) bzw. Lewałd Wielki (Groß Lehwalde) zu erreichen. Ein Bahnanschluss existiert nicht.